# Thomas McKimson
Thomas Jacob "Tom" McKimson (Denver, 5 de março de 1907 - Los Angeles, 14 de fevereiro de 1998) foi um animador americano, mais conhecido por seu trabalho na Warner Bros. Cartoons. Ele era o irmão mais velho dos animadores Robert e Charles McKimson. 
McKimson nasceu em Denver, Colorado, mas se mudou para Los Angeles com sua família na década de 1920. Ele participou do Otis Art Institute (agora chamado Otis College of Art and Design ) na década de 1920. Ele iniciou sua carreira em animação em 1928, quando ingressou no Walt Disney Studio, tornando-se assistente do animador Norm Ferguson . Ele deixou a Disney no início da década de 1930 para trabalhar brevemente nos Romer Gray Studios, depois se juntou aos Harman-Ising Studios por volta de 1932. Depois que Harman e Ising deixaram a Warner Bros. Animação para a MGM, McKimson tornou-se membro da unidade de animação de Bob Clampett, onde é creditado como um artista de layout e o design original de Tweety Bird. McKimson também forneceu projetos de layout para a unidade de Arthur Davis depois que ele assumiu a unidade de Clampett em 1946. 
Durante seu tempo na Warner Bros., McKimson também trabalhou na Dell Comics, fornecendo ilustrações para os quadrinhos Bugs Bunny e Road Runner. McKimson também ilustrou a história em quadrinhos diária de Roy Rogers, de 1949 a 1953, em colaboração com seu irmão Charles e o artista Pete Alvarado, usando o pseudônimo coletivo "Al McKimson". Ele deixou a Warner em 1947, quando Don Smith o substituiu como artista de layout da unidade de Davis. Ele se tornaria diretor de arte da Western Publishing, empresa-mãe da Dell, onde permaneceu até sua aposentadoria em 1972. 
McKimson era ativo na fraternidade maçônica. Ele foi o Mestre da Melrose Lodge No. 355 em Hollywood em 1954 e membro fundador da Riviera Lodge No. 780 em Pacific Palisades, Califórnia em 1956, e mais tarde Inspetor e Grand Tyler da Grande Loja da Califórnia. Ele também era um entusiasta do polo, jogando no mesmo time do animador de Walter Lantz, Ray Abrams.
McKimson morreu em 14 de fevereiro de 1998, em Los Angeles, aos 90 anos. 